# مرحله حذفی لیگ قهرمانان کونکاکاف ۱۶–۲۰۱۵
مرحله حذفی لیگ قهرمانان کونکاکاف ۱۶–۲۰۱۵ از ۲۳ فوریه تا ۲۷ آوریل ۲۰۱۶ برگزار شد. هشت تیم در مرحله حذفی شرکت کردند تا قهرمان لیگ قهرمانان کونکاکاف ۱۶–۲۰۱۵ را مشخص کنند.

## تیم‌های راه یافته
برندگان هر ۸ گروه در مرحله گروهی به مرحله حذفی راه یافتند.
| گروه | برنده         |
| ---- | ------------- |
| A    | سانتوس لاگونا |
| B    | اونال         |
| C    | کرتارو        |
| D    | ال‌ای گلکسی    |
| E    | آمریکا        |
| F    | سیاتل ساندرز  |
| G    | رئال سالت لیک |
| H    | دی‌سی یونایتد  |

## سیدبندی
تیم‌های صعود کرده در مرحله قهرمانی با توجه به نتایج خود در مرحله گروهی از ۱ تا ۸ رده بندی شدند.

| سید | گروه | تیم           | بازی | برد | مساوی | باخت | گل زده | گل خورده | گل تفاضل | امتیاز |
| --- | ---- | ------------- | ---- | --- | ----- | ---- | ------ | -------- | -------- | ------ |
| ۱   | E    | آمریکا        | ۴    | ۳   | ۱     | ۰    | ۹      | ۲        | ۷+       | ۱۰     |
| ۲   | H    | دی‌سی یونایتد  | ۴    | ۳   | ۱     | ۰    | ۹      | ۳        | ۶+       | ۱۰     |
| ۳   | G    | رئال سالت لیک | ۴    | ۳   | ۱     | ۰    | ۴      | ۱        | ۳+       | ۱۰     |
| ۴   | A    | سانتوس لاگونا | ۴    | ۳   | ۰     | ۱    | ۱۲     | ۳        | ۹+       | ۹      |
| ۵   | D    | ال‌ای گلکسی    | ۴    | ۲   | ۲     | ۰    | ۱۲     | ۳        | ۹+       | ۸      |
| ۶   | B    | اونال         | ۴    | ۲   | ۲     | ۰    | ۵      | ۳        | ۲+       | ۸      |
| ۷   | C    | کرتارو        | ۴    | ۲   | ۱     | ۱    | ۱۱     | ۲        | ۹+       | ۷      |
| ۸   | F    | سیاتل ساندرز  | ۴    | ۲   | ۱     | ۱    | ۶      | ۳        | ۳+       | ۷      |

## فرمت
در مرحله حذفی، هشت تیم به صورت تک‌حذفی به مصاف هم می‌روند. هر مسابقه به صورت دو بازی خانگی و خارج از خانه انجام می‌شود. قانون گل‌ زده در خانه حریف در صورتی استفاده می‌شود که نتیجه مجموع بعد از وقت‌های عادی بازی برگشت مساوی باشد، اما نه بعد از وقت اضافه، بنابراین اگر نتیجه مجموع بعد از وقت‌های اضافی بازی دوم مساوی شود، برنده در ضربات پنالتی تعیین می‌شود.
از این فصل به بعد، تیمی که در هر بازی رتبه بالاتری داشته باشد، در طول مرحله حذفی میزبان بازی برگشت خواهد بود.

## نمودار
نمودار مرحله حذفی با سیدبندی به شرح زیر مشخص شد:
- یک‌چهارم نهایی:
  - چ‌ن۱: سید ۱ برابر سید ۸
  - چ‌ن۲: سید ۲ برابر سید ۷
  - چ‌ن۳: سید ۳ برابر سید ۶
  - چ‌ن۴: سید ۴ برابر سید ۵
- نیمه نهایی:
  - ن‌ن۱: برنده چ‌ن۱ برابر برنده چ‌ن۴
  - ن‌ن۲: برنده چ‌ن۲ برابر برنده چ‌ن۳
- فینال: برنده ن‌ن۱ برابر ن‌ن۲

|  | یک‌چهارم نهایی | یک‌چهارم نهایی | یک‌چهارم نهایی | یک‌چهارم نهایی | یک‌چهارم نهایی |   |              | نیمه نهایی    | نیمه نهایی | نیمه نهایی | نیمه نهایی | نیمه نهایی |  |  | فینال | فینال | فینال | فینال | فینال |
|  |               |               |               |               |               |   |              |               |            |            |            |            |  |  |       |       |       |       |       |
|  | ۷             | کرتارو        | ۲             | ۱             | ۳             |   |              |               |            |            |            |            |  |  |       |       |       |       |       |
|  | ۲             | دی‌سی یونایتد  | ۰             | ۱             | ۱             |   |              |               |            |            |            |            |  |  |       |       |       |       |       |
|  | ۲             | دی‌سی یونایتد  | ۰             | ۱             | ۱             |   | ۷            | کرتارو        | ۰          | ۰          | ۰          |            |  |  |       |       |       |       |       |
|  |               |               |               |               |               |   | ۷            | کرتارو        | ۰          | ۰          | ۰          |            |  |  |       |       |       |       |       |
|  |               | ۶             | اونال         | ۰             | ۲             | ۲ |              |               |            |            |            |            |  |  |       |       |       |       |       |
|  | ۶             | ۶             | اونال         | ۰             | ۲             | ۲ | اونال        | ۲             | ۱          | ۳          |            |            |  |  |       |       |       |       |       |
|  | ۶             |               |               |               |               |   | اونال        | ۲             | ۱          | ۳          |            |            |  |  |       |       |       |       |       |
|  | ۳             | رئال سالت لیک | ۰             | ۱             | ۱             |   |              |               |            |            |            |            |  |  |       |       |       |       |       |
|  |               |               |               |               |               |   |              |               |            |            |            |            |  |  | ۶     | اونال | ۰     | ۱     | ۱     |
|  |               |               | ۱             | آمریکا        | ۲             | ۲ | ۴            |               |            |            |            |            |  |  |       |       |       |       |       |
|  | ۵             | ال‌ای گلکسی    | ۰             | ۰             | ۰             |   |              |               |            |            |            |            |  |  |       |       |       |       |       |
|  | ۴             | سانتوس لاگونا | ۰             | ۴             | ۴             |   |              |               |            |            |            |            |  |  |       |       |       |       |       |
|  | ۴             | سانتوس لاگونا | ۰             | ۴             | ۴             |   | ۴            | سانتوس لاگونا | ۰          | ۰          | ۰          |            |  |  |       |       |       |       |       |
|  |               |               |               |               |               |   | ۴            | سانتوس لاگونا | ۰          | ۰          | ۰          |            |  |  |       |       |       |       |       |
|  |               | ۱             | آمریکا (و.ا.) | ۰             | ۱             | ۱ |              |               |            |            |            |            |  |  |       |       |       |       |       |
|  | ۸             | ۱             | آمریکا (و.ا.) | ۰             | ۱             | ۱ | سیاتل ساندرز | ۲             | ۱          | ۳          |            |            |  |  |       |       |       |       |       |
|  | ۸             |               |               |               |               |   | سیاتل ساندرز | ۲             | ۱          | ۳          |            |            |  |  |       |       |       |       |       |
|  | ۱             | آمریکا        | ۲             | ۳             | ۵             |   |              |               |            |            |            |            |  |  |       |       |       |       |       |

## یک‌چهارم نهایی
بازی‌های رفت در ۲۳ تا ۲۴ فوریه ۲۰۱۶ و بازی‌های برگشت در ۱ تا ۲ مارس ۲۰۱۶ برگزار شد.
| تیم ۱        | نتیجه نهایی | تیم ۲         | بازی رفت | بازی برگشت |
| ------------ | ----------- | ------------- | -------- | ---------- |
| سیاتل ساندرز | ۳–۵         | آمریکا        | ۲–۲      | ۱–۳        |
| کرتارو       | ۳–۱         | دی‌سی یونایتد  | ۲–۰      | ۱–۱        |
| اونال        | ۳–۱         | رئال سالت لیک | ۲–۰      | ۱–۱        |
| ال‌ای گلکسی   | ۰–۴         | سانتوس لاگونا | ۰–۰      | ۰–۴        |

همه زمان‌ها به وقت تابستانی شرقی ایالات متحده (یوتی‌سی ۵:۰۰-) هستند
| سیاتل ساندرز   | ۲–۲   | آمریکا                  |
| -------------- | ----- | ----------------------- |
| دمپسی ۴۴'، ۵۲' | گزارش | کینترو ۴۵' · پرالتا ۷۰' |

| آمریکا                                  | ۳–۱   | سیاتل ساندرز                |
| --------------------------------------- | ----- | --------------------------- |
| کینترو ۴۲' · پرالتا ۴۵+۱' · آندراده ۵۰' | گزارش | پاب. آگویلار ۴۱' (گل‌به‌خودی) |

| کرتارو                 | ۲–۰   | دی‌سی یونایتد |
| ---------------------- | ----- | ------------ |
| کاندلو ۷۱' · بنیتز ۸۳' | گزارش |              |

| دی‌سی یونایتد | ۱–۱   | کرتارو      |
| ------------ | ----- | ----------- |
| انگلس ۸۴'    | گزارش | سپولویدا ۴' |

| اونال              | ۲–۰   | رئال سالت لیک |
| ------------------ | ----- | ------------- |
| ریواس ۶۷' · دم ۸۶' | گزارش |               |

| رئال سالت لیک | ۱–۱   | اونال      |
| ------------- | ----- | ---------- |
| پلاتا ۲۲'     | گزارش | ژینیاک ۹۰' |

| ال‌ای گلکسی | ۰–۰   | سانتوس لاگونا |
| ---------- | ----- | ------------- |
|            | گزارش |               |

| سانتوس لاگونا                            | ۴–۰   | ال‌ای گلکسی |
| ---------------------------------------- | ----- | ---------- |
| براوو ۱۹'، ۶۱' · داویلا ۲۳' · جانینی ۳۶' | گزارش |            |

## نیمه نهایی
بازی‌های رفت در ۱۵ تا ۱۶ مارس و بازی‌های برگشت در ۵ آوریل ۲۰۱۶ برگزار شد.
| تیم ۱         | نتیجه نهایی | تیم ۲       | بازی رفت | بازی برگشت |
| ------------- | ----------- | ----------- | -------- | ---------- |
| سانتوس لاگونا | ۰–۱         | کلاب آمریکا | ۰–۰      | ۰–۱        |
| کرتارو        | ۰–۲         | اونال       | ۰–۰      | ۰–۲        |

همه زمان‌ها به وقت تابستانی شرقی ایالات متحده (یوتی‌سی ۴:۰۰-) هستند
| سانتوس لاگونا | ۰–۰   | آمریکا |
| ------------- | ----- | ------ |
|               | گزارش |        |

| آمریکا     | ۱–۰ (و.ا.) | سانتوس لاگونا |
| ---------- | ---------- | ------------- |
| آرویو ۱۰۲' | گزارش      |               |

| کرتارو | ۰–۰   | اونال |
| ------ | ----- | ----- |
|        | گزارش |       |

| اونال           | ۲–۰   | کرتارو |
| --------------- | ----- | ------ |
| ژینیاک ۸۴'، ۸۸' | گزارش |        |

## فینال
بازی رفت در ۲۰ آوریل ۲۰۱۶ و بازی‌های برگشت در ۲۷ آوریل ۲۰۱۶ برگزار شد.
| تیم ۱ | نتیجه نهایی | تیم ۲  | بازی رفت | بازی برگشت |
| ----- | ----------- | ------ | -------- | ---------- |
| اونال | ۱–۴         | آمریکا | ۰–۲      | ۱–۲        |

همه زمان‌ها به وقت تابستانی شرقی ایالات متحده (یوتی‌سی ۴:۰۰-) هستند
| اونال | ۰–۲   | آمریکا                    |
| ----- | ----- | ------------------------- |
|       | گزارش | بندتو ۴۹' · مارتینز ۹۰+۳' |

| آمریکا                           | ۲–۱   | اونال      |
| -------------------------------- | ----- | ---------- |
| آرویو ۶۸' · مارتینز ۸۷' (پنالتی) | گزارش | ژینیاک ۳۹' |